# Bērzes pagasts
Bērzes pagasts er en territorial enhed i Dobeles novads i Letland. Pagasten havde 1.946 indbyggere i 2010 og omfatter et areal på 80,60 kvadratkilometer. Hovedbyen i pagasten er Šķibe.

## Kendte personer
- Kārlis Ulmanis – lettisk præsident